# Chiesa dei Santi Clemente e Colombano
La chiesa dei Santi Clemente e Colombano è un edificio sacro che si trova in località Terrinca a Stazzema.

## Storia e descrizione
Edificata nel IX secolo, fu trasformata a tre navate nel 1599 e poi di nuovo ristrutturata e consacrata nel 1897. Da ammirare le sei colonne monolitiche di marmo versiliese, la cantoria in breccia policroma, la pala d'altare seicentesca con Sant'Antonio abate. Al Settecento si riferiscono i diversi arredi marmorei tra i quali particolarmente elegante è l'altare alla sinistra del maggiore, con paliotto in tarsia e pala marmorea del 1714 che incornicia una veneratissima immagine dipinta della Madonna. Motore di tanti interventi fu Ginese Antonio Vanni, rettore dal 1786 al 1843, il quale soprattutto si distinse per aver dotato la chiesa di una cospicua serie di argenterie tutte siglate con il monogramma G.A.V. e uscite dalla bottega del farnocchino Luigi Razzuoli. Nel campanile sono installate due campane, bilanciate più una squillina a slancio, la maggiore in Mi3 e la piccola in Solb3.
Sulla cantoria, in controfacciata, si trova l'organo a canne, un Agati-Tronci del 1896, restaurato nel 2017 da Nicola Puccini. Lo strumento, a trasmissione meccanica, ha un'unica tastiera di 54 note ed una pedaliera di 17 note la quale è costantemente unita al manuale.